# Rhamphomyia tibialis
Rhamphomyia tibialis är en tvåvingeart som beskrevs av Johann Wilhelm Meigen 1822. Rhamphomyia tibialis ingår i släktet Rhamphomyia och familjen dansflugor. Inga underarter finns listade i Catalogue of Life.